# Rodrigo y Gabriela
Rodrigo y Gabriela é uma dupla de guitarristas mexicanos que toca música acústica instrumental, formada em 2006 pelos músicos Rodrigo Sanchez e Gabriela Quintero. Rodrigo é o encarregado dos solos enquanto Gabriela faz a base tanto tocando como usando o violão como instrumento de percussão.
Até hoje, já venderam mais do que 1,2 milhões de cópias de seus discos. Entre os seus trabalhos mais famosos estão as colaborações para as trilhas-sonoras dos filmes Pirates of the Caribbean: On Stranger Tides e Puss in Boots.
Em Maio de 2016, eles tocaram pela primeira vez no Brasil em Abril de 2016 tocaram pela primeira vez em Portugal na Aula Magna em Lisboa.

## Discografia

### Álbuns de estúdio
| Ano  | Álbum                                   | Desempenho nas paradas musicais | Desempenho nas paradas musicais | Desempenho nas paradas musicais | Desempenho nas paradas musicais | Desempenho nas paradas musicais | Desempenho nas paradas musicais | Desempenho nas paradas musicais | Desempenho nas paradas musicais | Desempenho nas paradas musicais | Desempenho nas paradas musicais | Desempenho nas paradas musicais | Desempenho nas paradas musicais | Desempenho nas paradas musicais | Desempenho nas paradas musicais |
| Ano  | Álbum                                   | Ultratop (Vl)                   | Ultratop (Wa)                   | SNEP                            | Irish Albums Chart              | Dutch Albums Chart              | Schweizer Hitparade             | UK Albums Chart                 | Billboard 200                   | Top World Music Albums          | Top Independent Albums          | Top Heatseekers                 | Top Internet Albums             | Top Rock Albums                 | Top Digital Albums              |
| ---- | --------------------------------------- | ------------------------------- | ------------------------------- | ------------------------------- | ------------------------------- | ------------------------------- | ------------------------------- | ------------------------------- | ------------------------------- | ------------------------------- | ------------------------------- | ------------------------------- | ------------------------------- | ------------------------------- | ------------------------------- |
| 2002 | re-Foc                                  | —                               | —                               | —                               | —                               | —                               | —                               | —                               | —                               | —                               | —                               | —                               | —                               | —                               | —                               |
| 2006 | Rodrigo y Gabriela                      | —                               | —                               | 70                              | 1                               | —                               | 90                              | 53                              | 98                              | 1                               | 11                              | 3                               | 160                             | —                               | —                               |
| 2009 | 11:11                                   | 12                              | 27                              | 20                              | 9                               | —                               | 55                              | 46                              | 34                              | 1                               | 3                               | —                               | —                               | 12                              | —                               |
| 2012 | Area 52 (Rodrigo y Gabriela & C.U.B.A.) | 29                              | 86                              | 59                              | 26                              | 72                              | 74                              | 50                              | 63                              | 2                               | 10                              | —                               | —                               | —                               | —                               |
| 2014 | 9 Dead Alive                            | 39                              | 49                              | 42                              | 24                              | —                               | 73                              | 39                              | 22                              | —                               | 5                               | 1                               | —                               | 7                               | 12                              |
| 2019 | Mettavolution                           | —                               | —                               | 79                              | —                               | —                               | —                               | 46                              | —                               | —                               | —                               | —                               | —                               | —                               | —                               |
| 2023 | In Between Thoughts… A New World        | —                               | —                               | —                               | —                               | —                               | —                               | —                               | —                               | —                               | —                               | —                               | —                               | —                               | —                               |

### Ao vivo
| Ano  | Álbum                       | Desempenho nas paradas musicais | Desempenho nas paradas musicais | Desempenho nas paradas musicais | Desempenho nas paradas musicais | Desempenho nas paradas musicais | Desempenho nas paradas musicais | Desempenho nas paradas musicais | Desempenho nas paradas musicais | Desempenho nas paradas musicais | Desempenho nas paradas musicais |
| Ano  | Álbum                       | Irish Albums Chart              | SNEP                            | Dutch Albums Chart              | Schweizer Hitparade             | Top World Music Albums          | Top Independent Albums          | Top Heatseekers                 | Top Internet Albums             | Top Rock Albums                 | Top Digital Albums              |
| ---- | --------------------------- | ------------------------------- | ------------------------------- | ------------------------------- | ------------------------------- | ------------------------------- | ------------------------------- | ------------------------------- | ------------------------------- | ------------------------------- | ------------------------------- |
| 2004 | Live: Manchester and Dublin | 11                              | —                               | —                               | —                               | —                               | —                               | —                               | —                               | —                               | —                               |
| 2008 | Live in Japan               | 48                              | 99                              | —                               | —                               | 3                               | 27                              | —                               | —                               | —                               | —                               |
| 2011 | Live in France              | 16                              | 70                              | 96                              | 65                              | 2                               | —                               | —                               | —                               | —                               | —                               |

### EPs
- Live Session (2007)
- Mettal EP (2019)
- Jazz (2021)

### Demos
- Foc (2001)

### Participação em outros trabalhos
- 2008 - Cd Nightmare Revisited - música "Oogie Boogie's Song"
- 2014 - Cd Inferno - Marty Friedman - música "Wicked Panacea"

## Vendas e certificações
| Ano  | Álbum                       | País    | Empresa | Certificação | Vendas  | Ref.   |
| ---- | --------------------------- | ------- | ------- | ------------ | ------- | ------ |
| 2005 | Re-Foc                      | Irlanda | IRMA    | ouro         | 7.500+  | [ 19 ] |
| 2005 | Live: Manchester and Dublin | Irlanda | IRMA    | ouro         | 7.500+  | [ 19 ] |
| 2006 | Rodrigo y Gabriela          | Irlanda | IRMA    | Platina      | 15.000+ | [ 20 ] |
| 2006 | Live: Manchester and Dublin | Irlanda | IRMA    | Platina      | 15.000+ | [ 20 ] |

## Prêmios e indicações
| Ano  | Prêmio             | Categoria                            | Trabalho Indicado | Resultado | Ref.   |
| ---- | ------------------ | ------------------------------------ | ----------------- | --------- | ------ |
| 2010 | NAACP Image Awards | Outstanding World Music Album        | 11:11             | Indicado  | [ 21 ] |
| 2020 | 62º Grammy Awards  | Best Contemporary Instrumental Album | Mettavolution     | Venceu    | [ 22 ] |